# Belmont (zamek)
Belmont (hebr. ‏מבצר בלמונט‎, Miwcar Belmont) – zamek krzyżowców położony w Izraelu, na terenach dzisiejszego kibucu Tzuba / Suba (hebr. צובה), 10 km na zachód od Jerozolimy

## Historia
Niemiecki pielgrzym Theodoryk, przebywający na tych terenach w latach 1169-1172, wspomina po raz pierwszy o wzgórzach o nazwie Belmont położonych w pobliżu Emaus. Wydaje się, iż nieco wcześniej, około 1140 roku, zakon Szpitalników zakupił wioskę Abu Ghausz i wybudował na jednym z pobliskich wzgórz zamek nazwany Belmont. 

Pierwsza wzmianka o zarządcy tego zamku pochodzi z 1157 roku; określa się go jako administratora okolicznych dóbr ziemskich zakonu, których centrum znajdowało się w pobliskim Abu Ghosh. Źródła arabskie wspominają, że zamek przeszedł w ręce Saladyna w sierpniu 1187 roku. Źródła łacińskie natomiast mówią o rozkazie Saladyna, wydanym we wrześniu 1191, aby zniszczyć ten i inne zamki krzyżowców. Nie ma pewności czy zamek był powtórnie zajęty przez krzyżowców. Jest natomiast pewnym, iż Ryszard Lwie Serce był w pobliskim Abu Ghosh w czerwcu 1192. Ponadto, między 1229 i 1244, okoliczne tereny znajdowały się pod kontrolą chrześcijańską. Te fakty, jak i znalezione cztery monety angielskie z lat 1180-1247, mogłyby świadczyć o powrocie krzyżowców do zamku. W okresie mameluckim oraz osmańskim w ruinach zamku była ulokowana mała wioska muzułmańska z nieliczną populacją chrześcijańską. W 1596, dla przykładu, osada liczyła 60 rodzin muzułmańskich i 7 chrześcijańskich. Została ona zniszczona w 1834 roku przez Ibrahima Paszę. Pozostałości zamku były badane przez British School of Archaeology w Jerozolimie w latach 1986-1989 (R.P. Harper oraz D. Pringle). 

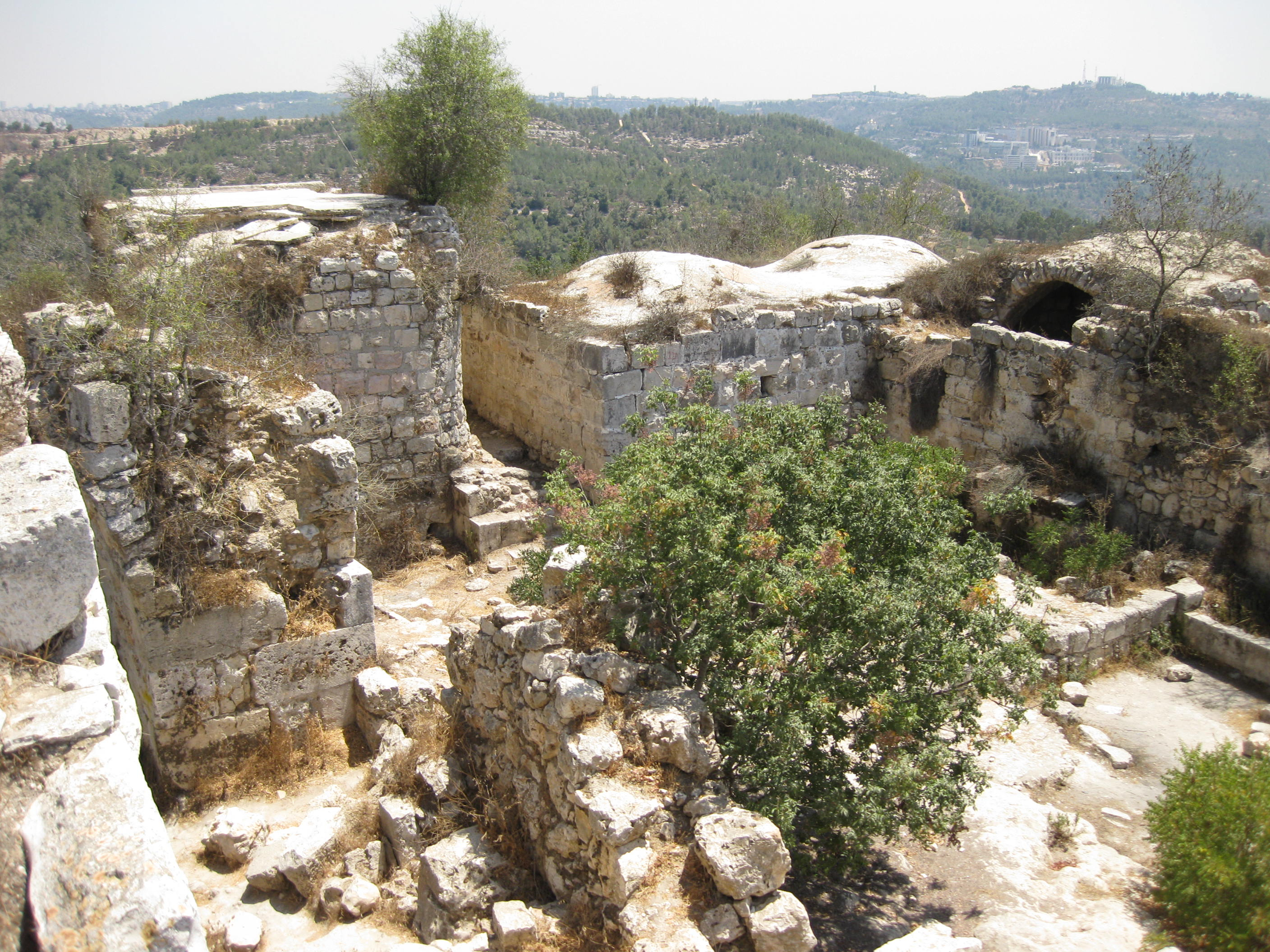
Dziedziniec. Strona południowo-wschodnia

## Zamek
Zewnętrzny pierścień murów zamkowych ma nieregularny kształt wielokąta o średnicy 100 (E-W) na 115 m (N-S). Główna brama wjazdowa znajdowała się na południu i była skierowana na wschód. Przez nią docierało się do wewnętrznego pierścienia murów o wymiarach 33 m (E-W) na 40 m (N-S). W centrum znajdował się budynek o trzech skrzydłach (N - W - S), którego dziedziniec zamykał mur (strona E) z bramą (1,7 m szerokości). Pozostałości kamiennych schodów znajdujących się po południowej stronie dziedzińca świadczą o istnieniu piętra. W późniejszym okresie dobudowano dwa pomieszczenia po wschodniej stronie dziedzińca tworząc czworoboczny zamknięty kompleks budynków. Wydaje się, iż część mieszkalna zamku znajdowała się na parterze. Tutaj także zachowały się pozostałości pras do tłoczenia oliwek oraz winogron. 

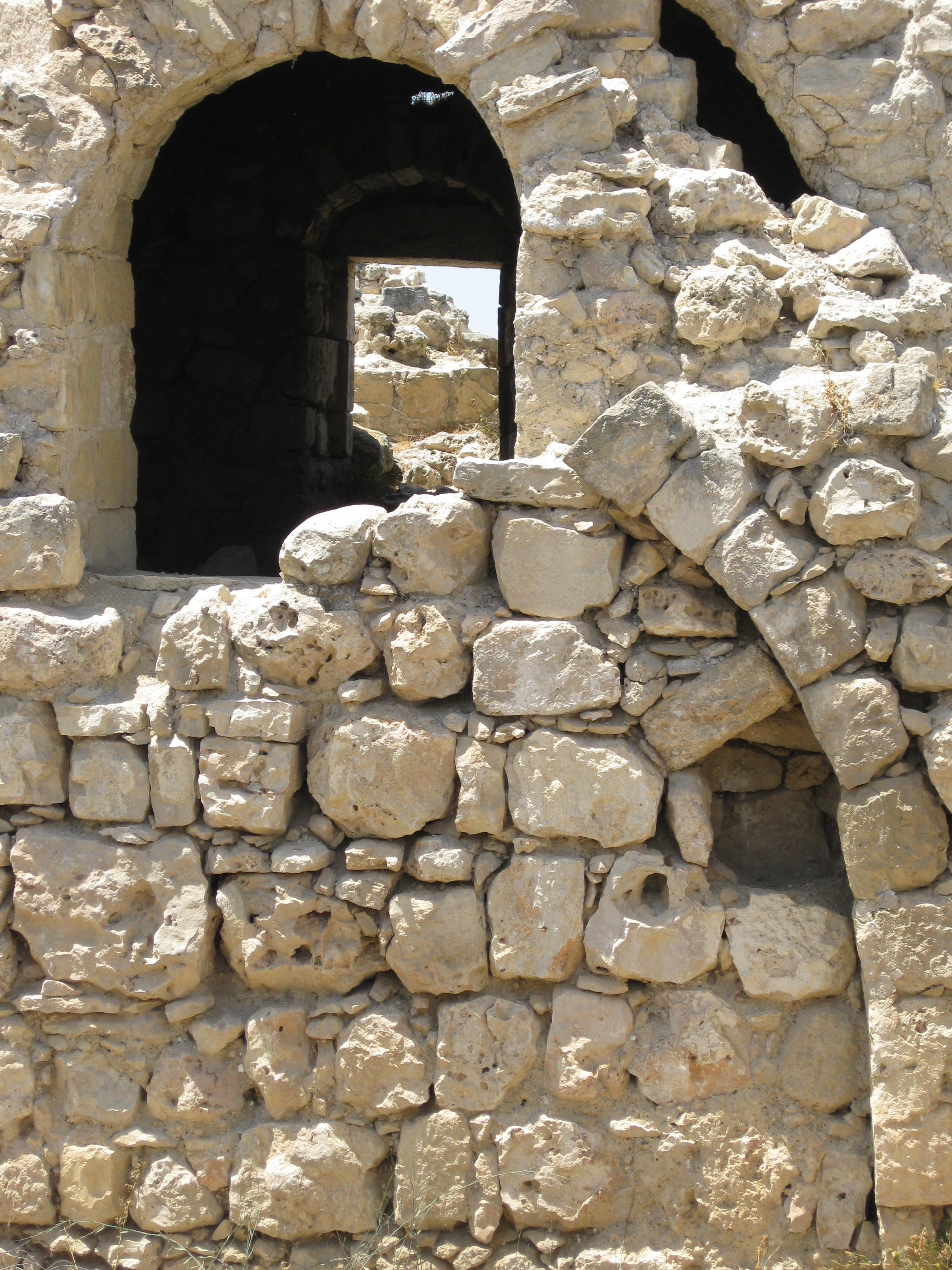
Skrzydło północne

Należy przypuszczać, iż u początków istnienia zamku istniała jedynie, powyżej opisana, część mieszkalno-gospodarcza, pełniąca rolę „dworu ziemskiego" (zob. pobliski zamek w En Chemed). Dopiero z zakupem posesji przez zakon szpitalników budynek zaczął zmieniać swój charakter, głównie za sprawą budowy fortyfikacji w postaci podwójnej linii murów. Zamek był najprawdopodobniej siedzibą zarządcy okolicznych posiadłości ziemskich zakonu, które dostarczały aprowizacji dla zakonników mieszkających w pobliskiej Jerozolimie. Wydaje się, iż Belmont nie miał większego znaczenia militarnego. Droga z Jafy do Jerozolimy, przebiegająca przez pobliskie Abu Ghausz i widoczna z zamku, nie była w XII w. główną drogą prowadzącą do Jerozolimy. Konstrukcja zamku winna być raczej wiązana z okresem rosnącej niestabilności i poczucia zagrożenia wyraźnie odczuwalnego od roku 1160.